# Нова Брезница
Нова Брезница (мкд. Нова Брезница) је насеље у Северној Македонији, у северном делу државе. Нова Брезница припада општине Сопиште, која окупља јужна предграђа Града Скопља.

## Географија
Нова Брезница је смештена у северном делу Северне Македоније. Од најближег већег града, Скопља, насеље је удаљено 25 km јужно.
Насеље Нова Брезница је у оквиру историјске области Кршијак, која се обухвата долину Маркове реке, јужно од Скопског поља. Насеље је смештено на северним падинама планине Караџице, док се источно тло спушта у клисуру Маркове реке. Надморска висина насеља је приближно 780 метара.
Месна клима је планинска због знатне надморске висине.

## Становништво
Нова Брезница је према последњем попису из 2002. године имала 85 становника.
Претежно становништво у насељу су етнички Македонци (98%).
Већинска вероисповест је православље.